# روماريو بارو
روماريو بارو (مواليد 25 يناير 2000) هو لاعب كرة قدم برتغالي يلعب في مركز خط الوسط في نادي أتلتيكو كاسا بيا.

## روابط خارجية
- روماريو بارو على موقع الاتحاد الأوربي (الإنجليزية)
- روماريو بارو على موقع قاعدة بيانات كرة القدم.إي يو (الإنجليزية)
- روماريو بارو على موقع Soccerway.com (الإنجليزية)
- روماريو بارو على موقع عالم كرة القدم.نت (الإنجليزية)